# Krušnohorský MTB QWERTmaraton
Krušnohorský MTB QWERTmaraton je závod horských kol ve východní části Krušných hor. Závod je určen jak profesionálním závodníkům, tak amatérům a turistům a lze startovat v různých vzdálenostech a věkových kategoriích. Účastníci projedou údolí i hřebeny hor, nejvyšší bod závodu je na vrcholu Loučná (956 m). Část závodu vede areálem funkčního hnědouhelného Lomu ČSA.

## Historie
Závod byl založen v roce 1999 v Litvínově pod jménem Krušnohorský maraton MTB. Od prvních ročníků je počet závodníků 200-300. V roce 2004 přejmenován na Krušnohorský maraton MTB Trek. Od roku 2011 pořádán pod jménem Krušnohorský MTB QWERTmaraton a od roku 2012 je start i cíl ve městě Meziboří.

## Vítězové hlavního závodu
- 1999 Jan Drtil
- 2000 Tomáš Kozák
- 2001 Tomáš Kozák
- 2002 Tomáš Kozák
- 2003 Radek Zelenka
- 2004 Tomáš Kozák
- 2005 Marek Nebesář
- 2006 Marek Nebesář
- 2007 Stanislav Hejduk
- 2008 Stanislav Hejduk
- 2009 Stanislav Hejduk
- 2011 Robert Novotný
- 2012 Tomáš Vokrouhlík
- 2013 Jan Jobánek
- 2014 Václav Ježek